# Degerkuggskär
Degerkuggskär är en ö i Åland (Finland). Den ligger i Skärgårdshavet och i kommunen Kökar i landskapet Åland, i den sydvästra delen av landet. Ön ligger omkring 64 kilometer öster om Mariehamn och omkring 220 kilometer väster om Helsingfors.
Öns area är 13,5 hektar och dess största längd är 0,7 kilometer i sydväst-nordöstlig riktning. Ön höjer sig omkring 15 meter över havsytan.